# Kårverivier
De Kårverivier is een rivier die stroomt in de Zweedse  gemeente Kiruna. De rivier krijgt haar water uit het Kårvejaure, een meer tegen de grens met Noorwegen aan. De Kårverivier stroomt oostwaarts, krijgt water uit het Sinotjávri (meer) en Sinotluobbalat (meer) en stroomt na ongeveer 10 kilometer samen met de Itterivier. Ze gaan samen verder onder de naam Tavvarivier.
De naam voor deze rivier komt in diverse hoedanigheden voor; Kårvejoki is de officiële Zweedse naam, doch in dit gebied wonen meer Saami. Die duiden de rivier aan met Gorvvejohka/jåkka of Goruvejohka/jåkka.
Afwatering: Kårverivier → Tavvarivier → Lainiorivier → Torne → Botnische Golf